# Lymeon rufipes
Lymeon rufipes là một loài tò vò trong họ Ichneumonidae.